# Jugraj Singh (1996)
Pour les articles homonymes, voir Singh.
Jugraj Singh est un joueur de hockey sur gazon indien évoluant au poste de défenseur au Services Sports Control Board et avec l'équipe nationale indienne,,,.

## Biographie
Jugraj est né le 11 décembre 1996 dans l'état du Pendjab.

## Carrière
Il a fait ses débuts le 8 février 2022 contre la France à la 3e saison de la Ligue professionnelle (2021-2022).

## Palmarès
- : 3e à la Ligue professionnelle 2021-2022